# Coupe d'Europe de ski alpin
La Coupe d'Europe de ski alpin est une épreuve annuelle continentale, mettant aux prises sur les cinq disciplines du ski alpin et durant toute la saison hivernale les jeunes skieurs promis au circuit professionnel, mais également les sportifs de niveau plus modeste, ou encore les champions de retour de blessure. Équivalent européen de la Coupe nord-américaine, elle est considérée comme l'antichambre de la Coupe du monde de ski alpin, l'élite professionnelle du ski alpin mondial.

## Histoire
La première édition de la Coupe d'Europe de ski alpin a eu lieu lors de la saison 1971-1972, soit cinq ans après celle de la coupe du monde.
Les premiers vainqueurs du classement général sont la Française Fabienne Serrat et l'Italien Ilario Pegorari.
Du fait de son rôle de tremplin vers la coupe du monde, les skieurs ayant remporté plusieurs fois le titre sont assez rares. En 2025, on compte cinq skieurs (deux femmes et trois hommes) qui l'ont remporté deux fois, et une seule qui l'a emporté à trois reprises : Stephan Eberharter (1989 et 1997), Marcel Sulliger (1992 et 1993), Marianna Salchinger (1997 et 1998), Anna Fenninger (2006 et 2007), Florian Scheiber (2009 et 2012) et Nadine Fest (2020, 2023 et 2025).

## Format
La coupe d'Europe est l'une des cinq coupes continentales organisées annuellement par la Fédération internationale de ski avec les coupes nord-américaine, extrême-Orient, et sud-américaine et Australie Nouvelle-Zélande.
Comme pour la coupe du monde la formule, que ce soit pour le type des épreuves, les dotations officielles (numéraire et sous forme de points) ou les règles d'accession à la coupe du monde, est identique pour la coupe d'Europe féminine et masculine.
Cinq types d'épreuve sont proposés aux concurrents : deux disciplines de vitesse, descente et super-G (courues en une manche), deux disciplines dites techniques : slalom et slalom géant (courues en deux manches, l'accès à la seconde étant réservée aux soixante meilleurs coureurs de la première) et une discipline mixte, le super combiné, mélangeant une épreuve de vitesse (descente ou super-G) et un slalom,. Elles se déroulent entre le 15 novembre et le 15 avril, et se termine par une finale. Celle-ci est ouverte pour chacune des cinq disciplines aux quarante-cinq athlètes les mieux classés dans celle-ci à condition de rentrer dans le quota de places attribuées à chaque nation (Si par exemple 10 athlètes bordure font partie des 45 meilleures slalomeuses mais que la Bordurie ne dispose que d'un quota de 5 places pour les finales féminines de slalom, seules les 5 meilleures bordures pourront y participer) plus ceux qui ont plus de 450 points au classement général (et qui peuvent participer aux cinq épreuves). Les trente meilleurs skieurs mondiaux peuvent également y participer.
Deux autres type d'épreuves ont également lieu ponctuellement : des épreuves par équipes et des slaloms parallèles, traditionnellement délocalisés dans des villes de plaine plutôt qu'en station (et qui prennent alors le nom de  city event). Le slalom parallèle est une épreuve qui se joue en tournois, avec des matchs éliminatoires. Les skieurs s'affrontent deux par deux sur deux tracés parallèles, courts (une vingtaine de seconde par descente) et en deux manches (une par tracée). Celui qui a le meilleur temps cumulé passe au tour suivant. Les épreuves par équipe sont des slaloms parallèles par équipes mixtes. Chaque nation majeure présente une équipe composée d'au moins deux femmes et deux hommes. Chaque manche est composée de quatre descentes, deux opposant deux femmes et deux opposant deux hommes (contrairement au slalom parallèle individuel, chaque coureur ne descend que sur un seul des deux tracés à chaque manche). L'équipe qui remporte le plus de descentes passe au tour suivant (en cas d'égalité, elles sont départagées par un calcul sur les temps).
Historiquement, les points acquis lors des slaloms parallèles comptent pour le classement de slalom, alors que ceux des épreuves par équipe ne comptent que pour le classement par nation.
Le système d'attribution des points est le même que celui adopté en coupe du monde depuis la saison 1992-1993. Les trente meilleurs temps (cumulés en cas d'épreuve sur deux manches) se voient attribuer un nombre de points en fonction de leur classement : 
| Place  | 1   | 2  | 3  | 4  | 5  | 6  | 7  | 8  | 9  | 10 | 11 | 12 | 13 | 14 | 15 | 16 | 17 | 18 | 19 | 20 | 21 | 22 | 23 | 24 | 25 | 26 | 27 | 28 | 29 | 30 |
| ------ | --- | -- | -- | -- | -- | -- | -- | -- | -- | -- | -- | -- | -- | -- | -- | -- | -- | -- | -- | -- | -- | -- | -- | -- | -- | -- | -- | -- | -- | -- |
| Points | 100 | 80 | 60 | 50 | 45 | 40 | 36 | 32 | 29 | 26 | 24 | 22 | 20 | 18 | 16 | 15 | 14 | 13 | 12 | 11 | 10 | 9  | 8  | 7  | 6  | 5  | 4  | 3  | 2  | 1  |

Un classement est établi pour chacune des cinq disciplines, basé sur la somme des points remportés dans celle-ci, ainsi qu'un classement général, cumul de l'ensemble des points. Il existe également un classement par pays, la Coupe des Nations, basé sur la somme des points cumulés par l'ensemble des skieurs et skieuses d'un pays dans l'ensemble des disciplines, plus les points des épreuves par équipe. Ce classement est néanmoins fortement biaisé par le système de quota de skieurs par nation (les nations bien classées ont le droit de présenter plus d’athlètes lors des courses, et donc plus de chance d'obtenir des résultats).

### Qualification personnelle pour la Coupe du monde
Les résultats en coupe d'Europe permettent également aux compétiteurs d'accéder aux épreuves de coupe du monde la saison suivante au titre des Qualifications personnelles pour la Coupe du Monde, c'est-à-dire sans dépendre des sélections et quota par pays. Cette règle concerne :
- les trois meilleurs de chaque discipline ;
- les trois meilleurs au classement général, sous réserve qu'ils aient participé à une épreuve de vitesse dans la saison.

Pour que cette règle destinée à la promotion des jeunes vers le circuit mondial ne soit contournée par des skieurs confirmés qui viendraient aussi sur le circuit européen, les vingt meilleurs mondiaux au départ de la saison ne sont pas pris en compte. De même, pour assurer une certaine diversité, il ne peut y avoir que deux skieurs qualifiés personnellement par nation pour une même discipline, même si les trois premières places du classement sont détenues par des skieurs d'un même pays.

## Palmarès

### Classement général

#### Palmarès masculin du général de la coupe d'Europe
| Édition   | Or                              | Argent                    | Bronze                           |
| --------- | ------------------------------- | ------------------------- | -------------------------------- |
| 1971-1972 | Ilario Pegorari                 | Hubert Berchtold          | Renzo Zandegiacomo               |
| 1972-1973 | Fausto Radici                   | Josef Loidl               | Heinz Weixelbaum Manfred Jakober |
| 1973-1974 | Christian Witt-Dörring          | Josef Loidl               | Giulio Corradi                   |
| 1974-1975 | Diego Amplatz                   | Kurt Engstler             | Miloslav Sochor                  |
| 1975-1976 | Bruno Confortola                | Sepp Oberfrank            | Christian Hemmi                  |
| 1976-1977 | Petar Popangelov                | Arnold Senoner            | Jean-Luc Fournier                |
| 1977-1978 | Leonardo David                  | Jan Bachleda Silvano Meli |                                  |
| 1978-1979 | Jarle Halsnes                   | Alexander Zhirov          | Manfred Brunner                  |
| 1979-1980 | Siegfried Kerschbaumer          | Tiziano Bieler            | Helmut Gstrein                   |
| 1980-1981 | Ernst Riedlsperger              | Peter Lüscher             | Gustav Oehrli                    |
| 1981-1982 | Hubert Strolz                   | Franck Piccard            | Hans Pieren                      |
| 1982-1983 | Bill Johnson                    | Franck Piccard            | Ernst Riedlsperger               |
| 1983-1984 | Dietmar Köhlbichler             | Josef Schick              | Thomas Stangassinger             |
| 1984-1985 | Luc Genolet                     | Rudolf Nierlich           | Roland Pfeifer                   |
| 1985-1986 | Rudolf Nierlich                 | Niklas Lindqvist          | Helmut Mayer                     |
| 1986-1987 | Helmut Mayer                    | Rainer Salzgeber          | Walter Gugele                    |
| 1987-1988 | Konrad Walk                     | Tomaž Čižman              | Walter Gugele                    |
| 1988-1989 | Stephan Eberharter              | Tomaž Čižman              | Attilio Barcella                 |
| 1989-1990 | Christian Polig                 | Fabio De Crignis          | Dietmar Koehlbichler             |
| 1990-1991 | Tobias Barnerssoi Markus Eberle |                           | Marcel Sulliger                  |
| 1991-1992 | Marcel Sulliger                 | Hans Pieren               | Werner Franz                     |
| 1992-1993 | Marcel Sulliger                 | David Pretot              | Luca Pesando                     |
| 1993-1994 | Patrick Staub                   | Urs Kälin                 | Yves Dimier                      |
| 1994-1995 | Andreas Schifferer              | Patrick Wirth             | Kilian Albrecht                  |
| 1995-1996 | Hermann Maier                   | Thomas Sykora             | Kilian Albrecht                  |
| 1996-1997 | Stephan Eberharter              | Richard Gravier           | Heinz Schilchegger               |
| 1997-1998 | Benjamin Raich                  | Patrick Wirth             | Didier Plaschy                   |
| 1998-1999 | Michael Walchhofer              | Christoph Gruber          | Ivan Bormolini                   |
| 1999-2000 | Christoph Gruber                | Ivan Bormolini            | Patrick Wirth                    |
| 2000-2001 | Ambrosi Hoffmann                | Stephan Görgl             | Sami Uotila                      |
| 2001-2002 | Martin Marinac                  | Stephan Görgl             | Michael Gufler                   |
| 2002-2003 | Norbert Holzknecht              | Hannes Reichelt           | Aksel Lund Svindal               |
| 2003-2004 | Matthias Lanzinger              | Thomas Graggaber          | Manfred Mölgg                    |
| 2004-2005 | Kjetil Jansrud Hannes Reichelt  |                           | Walter Girardi                   |
| 2005-2006 | Michael Gufler                  | Florian Eisath            | Georg Streitberger               |
| 2006-2007 | Peter Struger                   | Alexander Koll            | Matthias Lanzinger               |
| 2007-2008 | Marcel Hirscher                 | Stefan Thanei             | Florian Scheiber                 |
| 2008-2009 | Florian Scheiber                | Bernhard Graf             | Petr Záhrobský                   |
| 2009-2010 | Christian Spescha               | Anthony Obert             | Marc Gisin                       |
| 2010-2011 | Alexis Pinturault               | Bernhard Graf             | Giovanni Borsotti                |
| 2011-2012 | Florian Scheiber                | Stefan Luitz              | Sergei Maitakov                  |
| 2012-2013 | Aleksander Aamodt Kilde         | Victor Muffat-Jeandet     | Vincent Kriechmayr               |
| 2013-2014 | Thomas Tumler                   | Victor Muffat-Jeandet     | Silvan Zurbriggen                |
| 2014-2015 | Riccardo Tonetti                | Thomas Mayrpeter          | Roland Leitinger                 |
| 2015-2016 | Bjørnar Neteland                | Christian Walder          | Emanuele Buzzi                   |
| 2016-2017 | Gilles Roulin                   | Stefan Rogentin           | Marcus Monsen                    |
| 2017-2018 | Johannes Strolz                 | Dominik Raschner          | Marc Rochat                      |
| 2018-2019 | Simon Maurberger                | Stefan Rogentin           | Timon Haugan                     |
| 2019-2020 | Atle Lie McGrath                | Raphael Haaser            | Niklas Köck                      |
| 2020-2021 | Maximilian Lahnsteiner          | Raphael Haaser            | Dominik Raschner                 |
| 2021-2022 | Giovanni Franzoni               | Fadri Janutin             | Ralph Weber                      |
| 2022-2023 | Josua Mettler                   | Marco Kohler              | Arnaud Boisset                   |
| 2023-2024 | Manuel Traninger                | Theodor Bräkken (it)      | Vincent Wieser (it)              |
| 2024-2025 | Oscar Andreas Sandvik (it)      | Lenz Hächler (de)         | Alban Elezi Cannaferina          |

#### Palmarès féminin du général de la coupe d'Europe
| Édition   | Or                                   | Argent                    | Bronze                         |
| --------- | ------------------------------------ | ------------------------- | ------------------------------ |
| 1971-1972 | Fabienne Serrat                      | Anneliese Leibetseder     | Irmgard Lukasser               |
| 1972-1973 | Martine Couttet                      | Martine Ducroz            | Ingrid Eberle                  |
| 1973-1974 | Elena Matous                         | Conchita Puig             | Agnes Vivet-Gros               |
| 1974-1975 | Dagmar Kuzmanová                     | Martina Ellmer            | Marlies Mathis                 |
| 19751976  | Gabi Hauser                          | Thea Gamper               | Brigitte Schroll Ingrid Eberle |
| 1976-1977 | Ursula Konzett                       | Sigrid Totschnig          | Regina Sackl                   |
| 1977-1978 | Christine Loike                      | Gerlinde Strixner         | Lea Sölkner                    |
| 1978-1979 | Bente Dahlum                         | Torill Fjeldstad          | Heidi Riedler                  |
| 1979-1980 | Erika Gfrerer                        | Olga Charvátová           | Lenka Vlčková                  |
| 1980-1981 | Diane Haight                         | Brigitte Oertli           | Blanca Fernández Ochoa         |
| 1981-1982 | Sonja Stotz                          | Sieglinde Winkler         | Corinne Eugster                |
| 1982-1983 | Christine von Grünigen               | Brigitte Gadient          | Corinne Schmidhauser           |
| 1983-1984 | Anita Wachter                        | Ulrike Maier              | Vreni Schneider                |
| 1984-1985 | Karin Buder                          | Regula Betschart          | Chantal Bournissen             |
| 1985-1986 | Manuela Ruef                         | Catharina Glasser-Bjerner | Astrid Geisler                 |
| 1986-1987 | Christa Kinshofer                    | Manuela Ruef              | Christine Von Gruenigen        |
| 1987-1988 | Petra Bernet                         | Sandra Burn               | Camilla Lundbaeck              |
| 1988-1989 | Sabine Ginther                       | Stefanie Schuster         | Monique Pelletier              |
| 1989-1990 | Agneta Hjorth                        | Elfi Eder                 | Merete Fjeldavlie              |
| 1990-1991 | Alexandra Meissnitzer                | Manuela Lieb              | Katrin Neuenschwander          |
| 1991-1992 | Lara Magoni                          | Morena Gallizio           | Annelise Coberger              |
| 1992-1993 | Kristina Andersson                   | Christina Riegel          | Sophie Lefranc-Duvillard       |
| 1993-1994 | Mélanie Turgeon                      | Anne Berge                | Andrine Flemmen                |
| 1994-1995 | Karin Köllerer                       | Kristina Andersson        | Kristine Kristiansen           |
| 1995-1996 | Sylviane Berthod Svetlana Gladycheva |                           | Cornelia Meusburger            |
| 1996-1997 | Marianna Salchinger                  | Daniela Ceccarelli        | Ingrid Jacquemod               |
| 1997-1998 | Marianna Salchinger                  | Kristine Kristiansen      | Grete Stroem                   |
| 1998-1999 | Silvia Berger                        | Eveline Rohregger         | Tiziana de Martin Tropanin     |
| 1999-2000 | Selina Heregger                      | Martina Lechner           | Varvara Zelenskaja Degeorges   |
| 2000-2001 | Lilian Kummer                        | Eveline Rohregger         | Ingrid Rumpfhuber              |
| 2001-2002 | Maria Riesch                         | Kathrin Wilhelm           | Katja Wirth                    |
| 2002-2003 | Elisabeth Görgl                      | Fabienne Suter            | Michaela Kirchgasser           |
| 2003-2004 | Karin Blaser                         | Kathrin Zettel            | Jessica Walter                 |
| 2004-2005 | Andrea Fischbacher                   | Michaela Kirchgasser      | Daniel Zeiser                  |
| 2005-2006 | Anna Fenninger                       | Kathrin Wilhelm           | Rabea Grand                    |
| 2006-2007 | Anna Fenninger                       | Maruša Ferk               | Camilla Alfieri                |
| 2007-2008 | Lara Gut                             | Monika Springl            | Anna Fenninger                 |
| 2008-2009 | Karin Hackl                          | Nadja Kamer               | Stefanie Moser                 |
| 2009-2010 | Lena Dürr                            | Ramona Siebenhofer        | Elena Curtoni                  |
| 2010-2011 | Jessica Depauli                      | Lisa Magdalena Agerer     | Veronique Hronek               |
| 2011-2012 | Lisa Magdalena Agerer                | Enrica Cipriani           | Sofia Goggia                   |
| 2012-2013 | Ramona Siebenhofer                   | Sofia Goggia              | Adeline Baud                   |
| 2013-2014 | Michelle Gisin                       | Corinne Suter             | Nina Ortlieb                   |
| 2014-2015 | Ricarda Haaser                       | Ylva Stålnacke            | Jasmine Flury                  |
| 2015-2016 | Maren Skjøld                         | Stephanie Brunner         | Laura Pirovano                 |
| 2016-2017 | Kristina Riis-Johannessen            | Kristin Lysdahl           | Nadine Fest                    |
| 2017-2018 | Nina Ortlieb                         | Kristine Gjelsten Haugen  | Lisa Hörnblad                  |
| 2018-2019 | Elisabeth Reisinger                  | Roberta Melesi            | Kaja Norbye                    |
| 2019-2020 | Nadine Fest                          | Rosina Schneeberger       | Jessica Hilzinger              |
| 2020-2021 | Marte Monsen                         | Andreja Slokar            | Jessica Hilzinger              |
| 2021-2022 | Franziska Gritsch                    | Aline Danioth             | Christina Ager                 |
| 2022-2023 | Nadine Fest                          | Michaela Heider           | Christina Ager                 |
| 2023-2024 | Janine Schmitt (it)                  | Karen Smadja-Clément      | Emily Schöpf (it)              |
| 2024-2025 | Nadine Fest                          | Victoria Olivier (it)     | Janine Schmitt (it)            |